# Fabrice Joubert
Fabrice O. Joubert (* in Frankreich) ist ein französischer Animator und Regisseur für Animationsfilme.

## Leben
Joubert studierte Film an der Universität Paris IV und beendete sein Studium nach vier Jahren mit dem Master. Im Alter von 22 Jahren schrieb er sich an der Les Gobelins in Paris ein, einer auf Animationsfilm spezialisierten Schule. Nach dem Ende der Ausbildung arbeitete er von 1997 bis 2006 in Los Angeles bei DreamWorks Animation als Animator. Seine erste Arbeit war dabei die Mitwirkung am 2D-Film Der Prinz von Ägypten, der 1998 in die Kinos kam. Im Zuge seiner Arbeit an Spirit – Der wilde Mustang, wurde Joubert 2002 von einem der Produzenten bei DreamWorks gefragt, „ob ich etwas dagegen hätte, als CGI-Animator ausgebildet zu werden, damit sie sehen könnten, ob ein traditioneller 2D-Animator sein Können leicht auf das neue Medium [3D] übertragen könne. Es mag heutzutage merkwürdig klingen, aber damals waren die Produzenten nicht überzeugt, dass das funktioniert.“
Im Jahr 2005 arbeitete Joubert in Bristol bei Aardman am Stop-Motion-Film Wallace & Gromit – Auf der Jagd nach dem Riesenkaninchen. Nach Beendigung des Films ging er zurück nach Paris und begann 2007 mit der Arbeit an seinem ersten Animationsfilm als Regisseur, French Roast. Produziert wurde der Film von Pumpkin Factory/Bibo Films, mit dessen Teilhaber Bibo Bergeron Joubert bereits bei DreamWorks zusammengearbeitet hatte. Der Film erhielt zahlreiche internationale Auszeichnungen, darunter den Preis der Jury auf dem Anima Mundi Animation Festival und dem Atlanta Film Festival, sowie 2010 eine Oscarnominierung als bester animierter Kurzfilm. Nachdem Joubert beim Universal-Film Ich – Einfach unverbesserlich als Animationsregisseur tätig gewesen war, führte ihn die Arbeit an Ein Monster in Paris, die 2008 unterbrochen werden musste, 2011 erneut mit Bibo Bergeron zusammen, der die Produktion des Films übernommen hatte. Ein Monster in Paris, der 2011 seine Filmpremiere in Frankreich erlebte, lief im Sommer 2013 auch im deutschen Fernsehen.

## Filmografie
- 1998: Der Prinz von Ägypten (The Prince of Egypt)
- 2000: Der Weg nach El Dorado (The Road to El Dorado)
- 2002: Spirit – Der wilde Mustang (Spirit: Stallion of the Cimarron)
- 2003: Sinbad – Der Herr der sieben Meere (Sinbad: Legend of the Seven Seas)
- 2004: Große Haie – Kleine Fische (Shark Tale) – leitender Zeichner
- 2005: Wallace & Gromit – Auf der Jagd nach dem Riesenkaninchen (Wallace & Gromit in The Curse of the Were-Rabbit)
- 2006: Flutsch und weg (Flushed Away) – leitender Zeichner
- 2008: French Roast – Regie, Drehbuch
- 2010: Ich – Einfach unverbesserlich (Despicable Me) – Animationsregie
- 2011: Ein Monster in Paris (Un monstre à Paris) – Animationsregie

## Auszeichnungen
Joubert wurde für French Roast 2010 für einen Oscar in der Kategorie Bester animierter Kurzfilm nominiert.